# Panamerikanska landsvägen

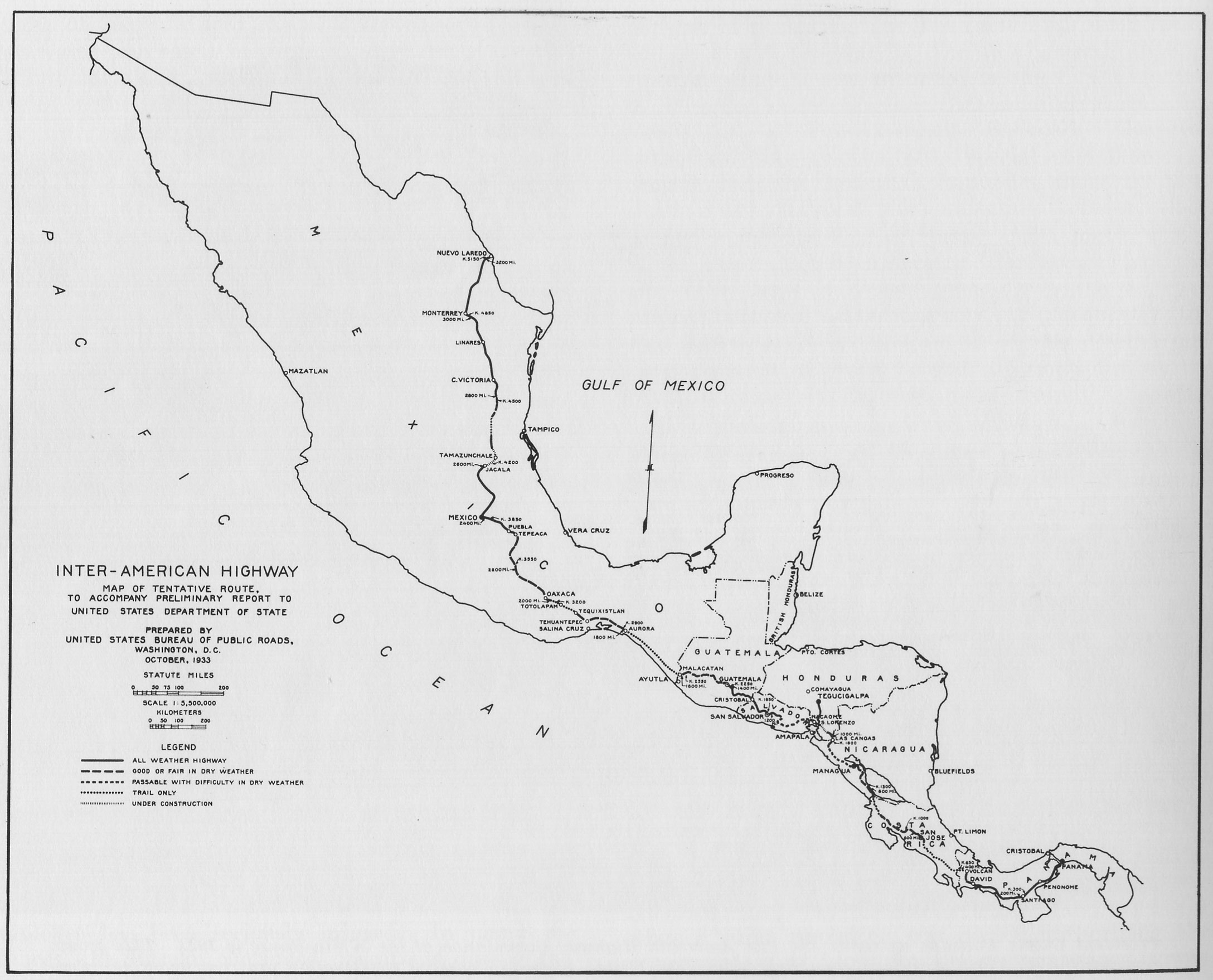
Karta över vägsträckningar i Mesoamerika år 1933.

Panamerikanska landsvägen (sp: Carretera Panamericana, en: Pan-American Highway) är ett vägnät som sammanlagt mäter nästan 23 000 kilometer. Förutom det 106 km långa Darién-gapet länkar den ihop samtliga nord- och sydamerikanska länder med kust mot Stilla havet i ett sammanbundet landsvägssystem som sträcker sig från Alaska till sydliga Argentina (alternativt Chile). Flera alternativa sträckningar finns, men ofta nämns Prudhoe Bay (alternativt Fairbanks) i norr och Ushuaia (alternativt Puerto Montt, Quellón och Villa O'Higgins) i söder.

## Historik och sträckning
Idén till att märka ut en sammanhängande väg från norr till söder över hela den amerikanska kontinenten fördes fram i den femte internationella konferensen av amerikanska stater 1923. Sträckan genom USA och Kanada räknas ibland inte in, eftersom ingen väg kallas Pan-American Highway av myndigheterna. Däremot bär flera alternativa vägsträckningar namnet inofficiellt. Ibland noteras Fairbanks i centrala Alaska som nordlig ände, ibland Prudhoe Bay vid Norra ishavets kust. 1945 skedde det officiella öppnandet av landsvägen, trots att hela vägen varken då eller senare gjorts färdig.
I söder finns flera slut på landsvägen, i antingen Argentina eller Chile. Ushuaia på Eldslandet räknas ofta som sydlig ände för den panamerikanska landsvägen – i så fall med en passage via Buenos Aires – men flera alternativa sträckningar i Chile existerar. Antingen avslutas landsvägen i Puerto Montt eller via någon fortsättning söderöver:
- Quellón på Chiloé (via Chiles riksväg 5)[5][6]
- Villa O'Higgins (via riksväg 7 – Carretera Austral)

Vägarna sträcker sig genom flera typer av klimat och biotoper, från varma fuktiga regnskogar till kalla och torra bergspass. Eftersom vägen går genom flera länder är den långt ifrån homogen och standarden är mycket skiftande. Några delsträckor kan trafikeras endast under torrperioden, och på andra är det ibland farligt att framföra fordon. Under FARC-gerillans tid som militär motståndsrörelse i Colombia var delar av vägen i landet tidvis ofarbar. Nätverket av landsvägar går genom följande länder:
- Kanada (inofficiellt)
- USA  (inofficiellt)
- Mexiko
- Guatemala
- El Salvador
- Honduras
- Nicaragua
- Costa Rica
- Panama
- Colombia
- Ecuador
- Peru
- Chile
- Argentina

Vägsystemet har olika benämningar på olika språk, bland andra:
- Pan-American Highway (engelska)
- Carretera Panamericana eller Autopista Panamericana (spanska)
- Estrada Panamericana (portugisiska)
- Pan-Amerikaanse Snelweg (nederländska)
- Autoroute Panaméricaine (franska)

Det förekommer också att man kallar den för "Interamericana". (spanska)

### Dariénluckan
Det enda stället där landsvägen gör ett avbrott är en 87 km lång sträckning som går över statsgränsen mellan Panama och Colombia, den så kallade "Dariénluckan" (spanska: Tapón del Darién; engelska: Darién Gap), även benämnd som Darién-avsnittet, i Dariénprovinsen. Miljögrupper, indianfolk, och regeringar är emot ett landsvägsbygge i området av varierande skäl – för att skydda regnskogen, förhindra spridning av tropiska sjukdomar, förhindra införsel av knark från Colombia, värna indianfolkens försörjningsmöjligheter och förhindra mul- och klövsjukans intrång i Nordamerika. Förlängningen till Yaviza medförde allvarlig skogsskövling i det området inom ett årtionde efter vägbygget.
Dariénluckan kan överbryggas via fartyg. Tidvis har särskilda färjeförbindelser funnits, bland annat från Turbo i Colombia. Diskussioner om en ny färjehamn i Panama har förts.

## Bildgalleri

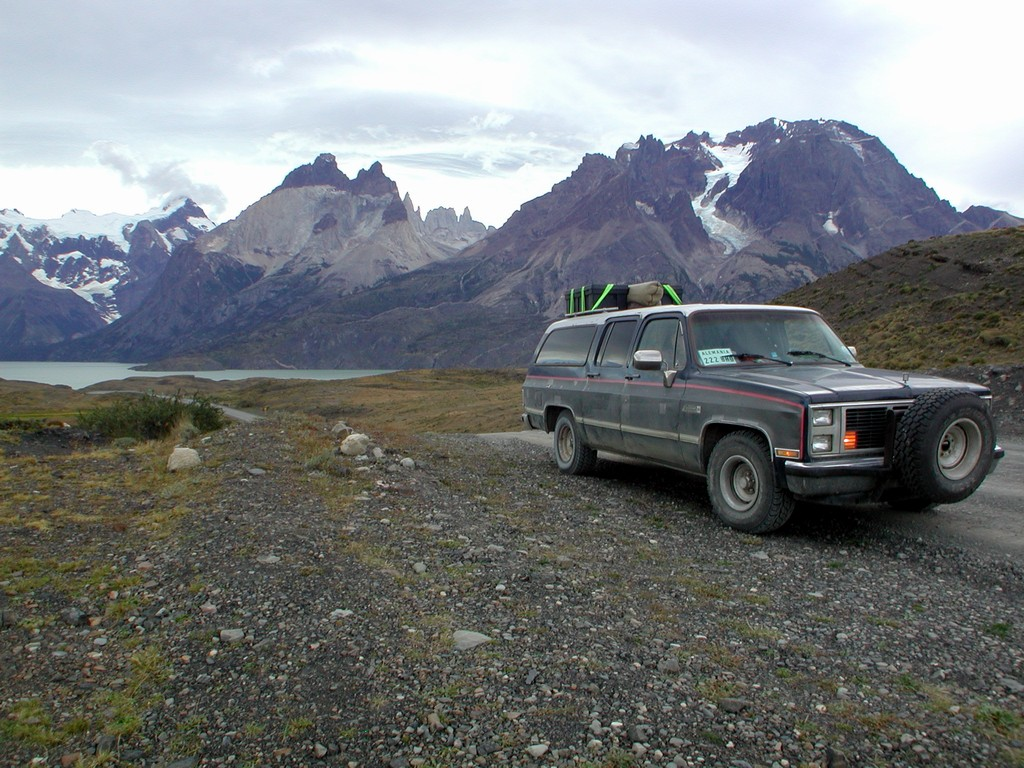
En GMC Suburban/Sierra classic 1500 framför Torres del Paine, på resan från Deadhorse  i Alaska till Ushuaia (1986).
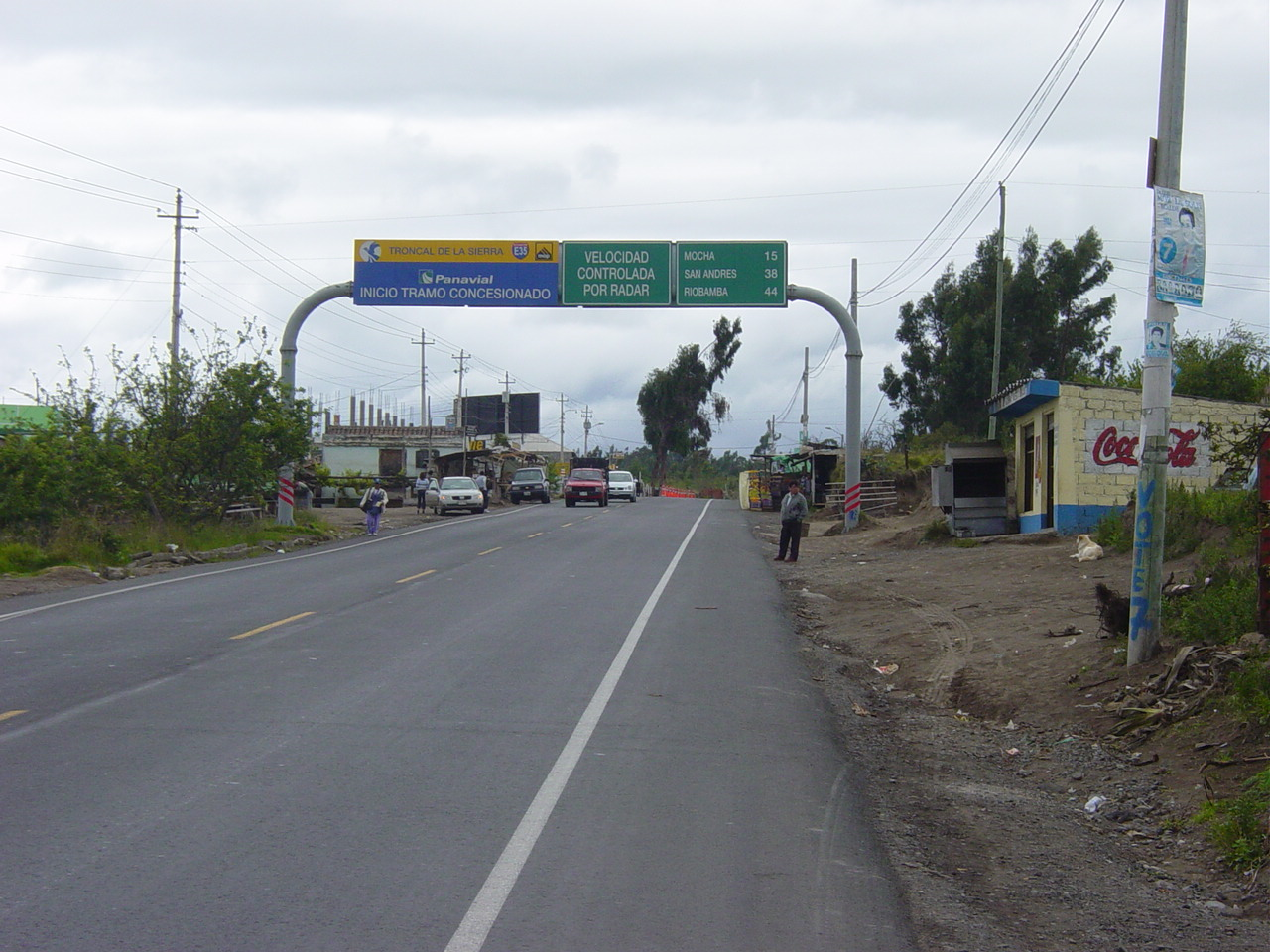
Landsvägen i Ecuador.
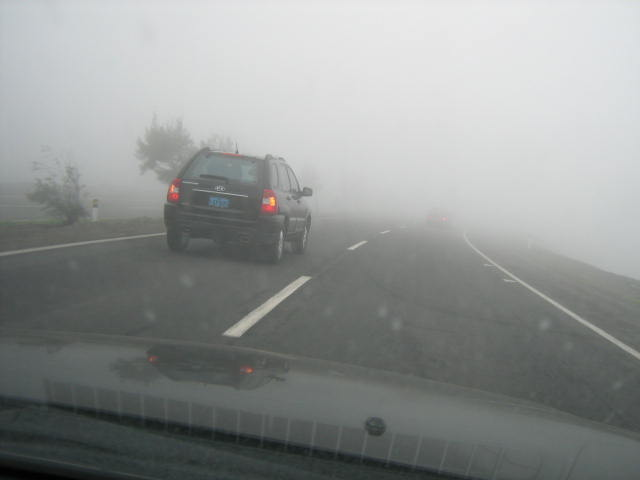
Vägen passerar ett ofta dimmigt parti längs Peruanska kusten.
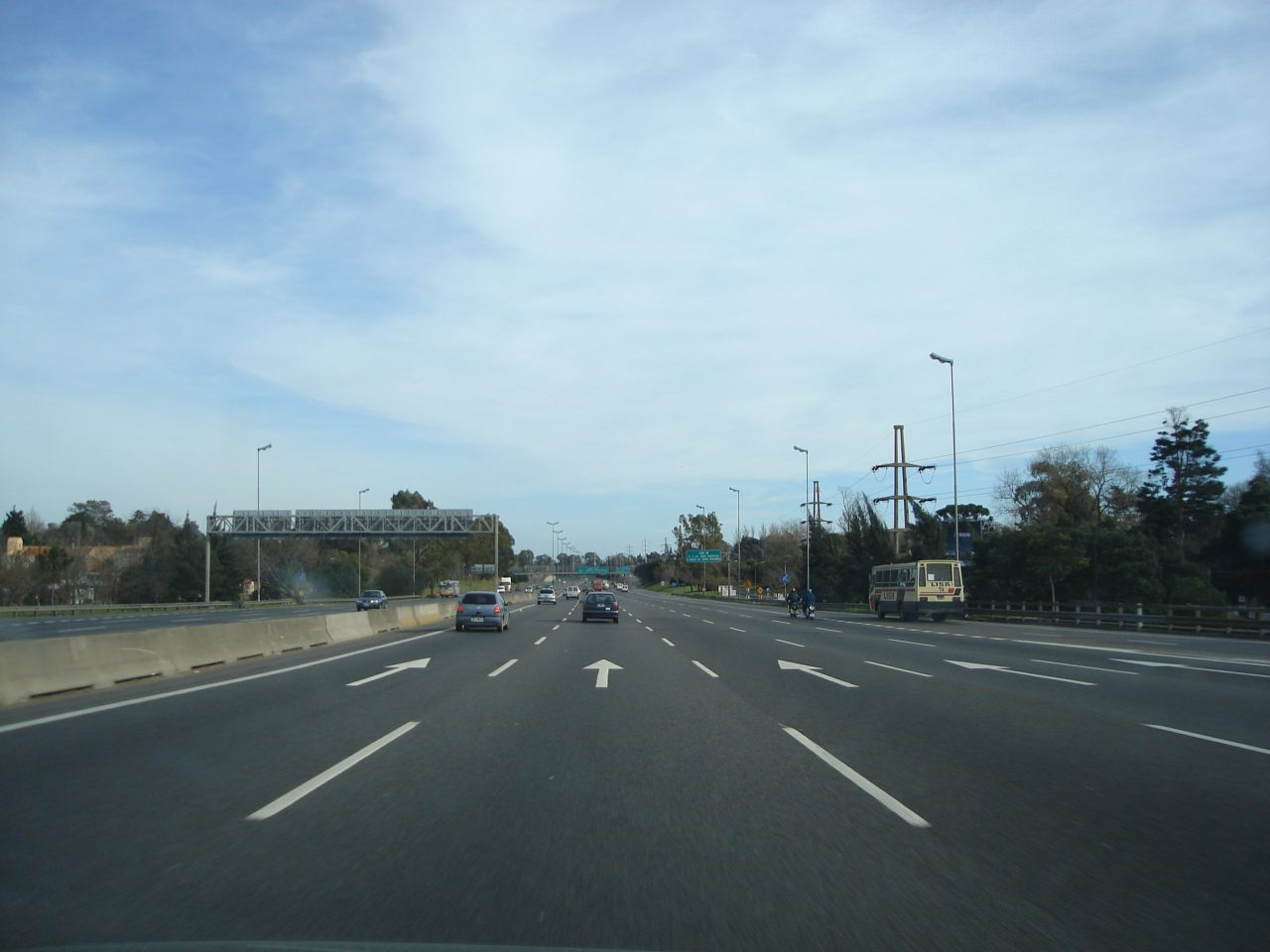
Landsvägen utanför Buenos Aires.